# ニコラス・ネッターヴィル (第5代ネッターヴィル子爵)
第5代ネッターヴィル子爵ニコラス・ネッターヴィル（英語: Nicholas Netterville, 5th Viscount Netterville、1709年2月7日 – 1751年3月19日）は、アイルランド貴族。

## 生涯
第4代ネッターヴィル子爵ジョン・ネッターヴィルとフランシス・パーソンズ（Elizabeth Parsons、初代ロス伯爵リチャード・パーソンズの娘）の息子として、1709年2月7日に生まれ、ユトレヒト大学で教育を受けた。
1727年12月12日に父が死去すると、ネッターヴィル子爵の爵位を継承、1729年2月25日にアイルランド貴族院議員に就任した。
1731年2月28日、キャサリン・バートン（Catharine Burton、1712年5月25日 – 1784年5月24日、サミュエル・バートンの娘）と結婚した。
- ジョン（1744年 – 1826年） - 第6代ネッターヴィル子爵

1732年、アイルランド・グランドロッジのグランドマスターを務めた。
1743年、ミーズ県でマイケル・ウォルシュ（Michael Walsh）を殺害した容疑により裁判にかけられ、審議は1743年2月3日にアイルランド貴族院で始まった。しかし、主な証人となる2人の人物ともに死亡しており、2人の宣誓証書の読み上げも不許可となったため、ネッターヴィル子爵は無罪放免となった。アイルランド貴族院で殺人事件の裁判が行われたのは1739年の第4代サントリーのバリー男爵ヘンリー・バリーの裁判以来だった。
1751年3月19日に死去、息子ジョンが爵位を継承した。